# Грузины

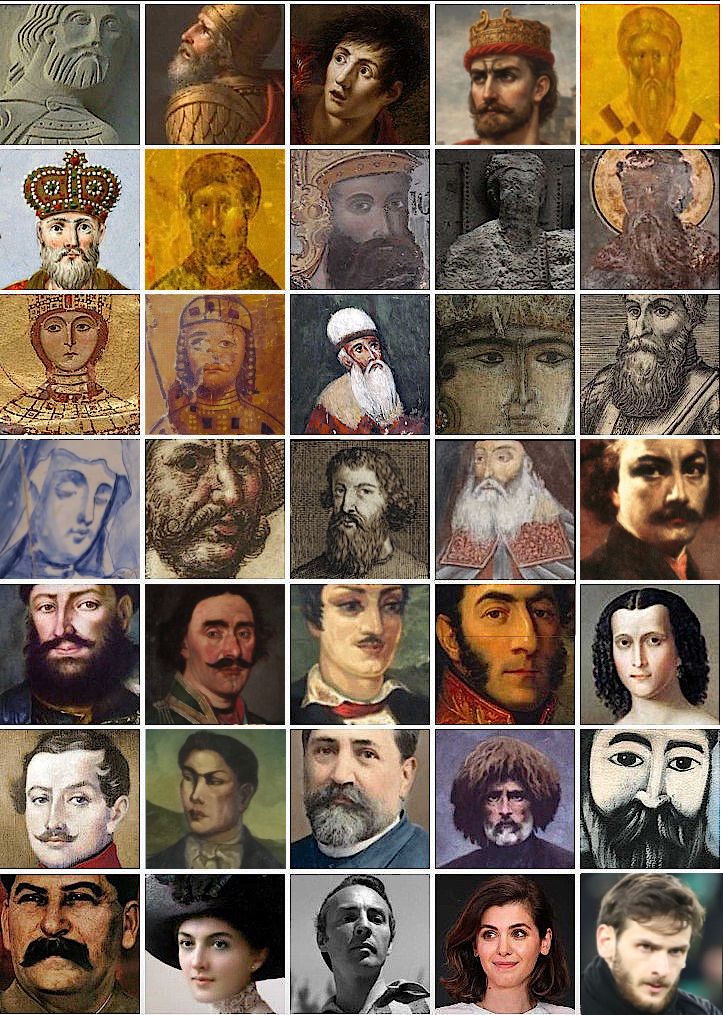
1-й ряд: Фарнаваз I • Фарсман I • Радамист • Фарсман II Доблестный • Пётр Ивер
2-й ряд: Вахтанг I Горгасали • Иларион Грузинский • Торнике Эристави • Давид III Куропалат • Георгий Афонский
3-й ряд: Мария Аланская • Давид IV Строитель • Шота Руставели • Тамара Великая • Симон I Великий
4-й ряд: Кетеван Мученица • Георгий Саакадзе • Анфим Иверский • Арчил II • Давид Гурамишвили
5-й ряд: Ираклий II • Соломон I • Бесики • Пётр Багратион • Нино Дадиани
6-й ряд: Александр Чавчавадзе • Николай Бараташвили • Илья Чавчавадзе • Важа-Пшавела • Нико Пиросмани
7-й ряд: Иосиф Сталин • Мери Эристави • Джордж Баланчин • Кэти Мелуа • Хатия Буниатишвили

Грузи́ны (груз. ქართველები, картвелеби) — народ картвельской языковой семьи, автохтонное население Южного Кавказа.
Бо́льшая их часть сосредоточена внутри границ Грузии; они также проживают в восточных провинциях Турции и во внутренних районах Ирана, особенно в городе Ферейдуншехр. Помимо этого, большие диаспоры грузин имеются в ряде регионов Греции и России. Большинство из них традиционно исповедует христианство (православие), которое было принято ими 6 мая 319 года.
Формирование грузинской народности началось в первых веках I тыс. до н. э. из племён, находившихся на ступени разложения первобытнообщинных отношений и возникновения племенных объединений, и завершился в основном в VI—X веках, при сохранении консервации в отдельных горных районах местных особенностей вплоть до второй половины XIX века. Согласно БРЭ, становление грузинского этноса завершилась на рубеже X—XI веков.

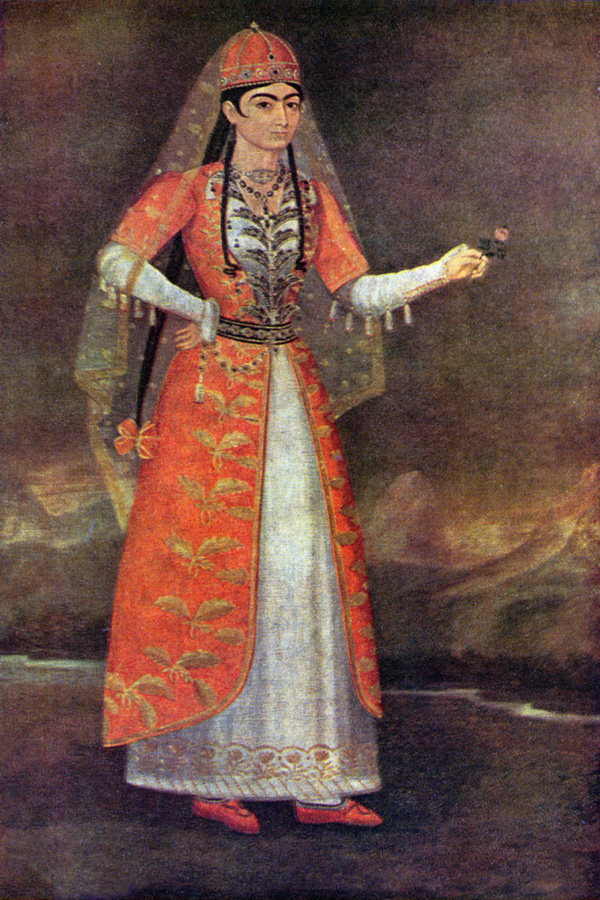
Портрет Нины Эристави (1829 год)

Благодаря удалённости Грузии от основных путей вторжений и миграций современные грузины могут восприниматься прямыми потомками коренных жителей Кавказского перешейка.

## Название
Самоназвание грузин — картвели (мн. число — др. -груз. ქართუელნი [картуэлни], груз. ქართველები [картвеле́би]; ед. число — др. -груз ქართუელი [картуэли], груз. ქართველი [картве́ли]). Свой язык грузины называют груз. ქართული [картули], дословно: «картский», а страну — др. -груз. საქართუელო [сакартуэло]; груз. საქართველო [сакартвело], дословно: «место картвелов».
Название «грузины» является экзоэтнонимом (внешним названием), которое впервые возникло — возможно, в период доминирования в Закавказье Ахеменидской империи в форме гург (gurğ/gurğān) («волк» с древнеперсидского)[уточнить]. Грузию же древние персы именовали Гурган («страна волков»). Именно от этого слова происходят названия грузин в турецком (тур. Gürcüler [гюрджюлер]), русском (устар. гурджины/гурзины, позднее — грузины) языках, а также в языках большей части народов Северного Кавказа, включая адыгов, чеченцев, осетин, ингушей и т. д., за исключением аварцев, которые именуют грузин «мосхами».
В то же время известный путешественник Жан Шарден полагал, что этот вариант наименования грузин (георгиан) происходит из древнегреческого и означает «вскапывающий землю» или «земледелец». По его мнению, так греки называли колхов в связи с тем, что те успешно и искусно занимались сельским хозяйством[уточнить].

## Исторический очерк
Формирование грузинской народности началось в первых веках 1-го тысячелетия до н. э. из племён, находившихся на стадии разложения первобытнообщинных отношений и возникновения племенных объединений, и завершился в основном в VI—X веках н. э., при сохранении консервации в отдельных горных районах местных особенностей вплоть до 2 пол. XIX века древнее государство грузин Картлийское царство (Иберия) в Восточной Грузии (IV—III вв. до н. э.).

## Численность
Численность грузин в мире — около 4 млн человек, из них:
- в Грузии[35] проживает около 3,66 млн человек (84 % населения страны) (перепись 2002 года (численность 2020 года 3 млн 250 тыс.)
  - в Абхазии — 40—70 тыс. человек (оценка)[36]
- в Турции (грузины лазы) — 162 000 человек
- в России 112 765 (перепись, 2021) (10), по данным переписи 2010 года постоянно проживало 157,8 тыс. грузин[37], по неофициальной оценке — около 400 тыс. человек на 2006 год[38] и около 350—500 тыс. человек на 2012 год[39].
- в Иране — 62 тыс. человек
- на Украине — более 34 тыс. человек (перепись 2001 года)[13]
- в США — 9,7 тыс. человек[40] (примерно)
- в Азербайджане — 8,4 тыс. человек.

## Язык
Грузинский язык относится к южнокартвельской ветви картвельской языковой семьи. Наиболее ему близки лазский, мегрельский и сванский языки. В грузинском языке различают ряд диалектов: картлийский (с мехским и джавахским говорами), кахетинский (с кизикским говором), пшавский, хевсурский, тушский, мохевский, мтиульский, имеретинский (с лечхумским говором), рачинский, гурийский, аджарский, имерхевский, ингилойский и ферейданский. Расхождения между ними являются незначительными, обычно — уровня говоров. Для горских диалектов Восточной Грузии (тушинский, хевсурский и так далее) характерны архаизмы, а для диалектов Западной Грузии (аджарский, гурийский и так далее) — инновации. Современный грузинский литературный язык в основном опирается на языковые нормы, выработанные такими классиками новогрузинской литературы, как И. Чавчавадзе, А. Церетели, Важа-Пшавела, М. Джавахишвили и др. Картлийский и тесно с ним связанные кахетинский, мтиульский, рачинский и имеретинский диалекты образуют ядро грузинского народного языка.
Грузинский язык — древнеписьменный. Древнейшие письменные памятники на древнегрузинском языке датируются уже V веком н. э. К ним относятся мозаичная надпись первой половины V века, найденная в результате археологических раскопок близ Иерусалима в Израиле, а также надпись на Болнисском Сионе (в 60 км к югу от Тбилиси) конца V века (493—498 гг.). С ранних веков использовалось древнегрузинское письмо мргловани (асомтаврули); с IX века — письмо нусхури (нусха-хуцури, хуцури, церковное); а с XI века — письмо мхедрули (мхедрули-хели, саэро, или гражданское). Опорным диалектом древнегрузинского литературного языка служила картлийская речь.

## Этнические группы

### Этнографические группы
- Аджарцы (груз. აჭარელი) — население Аджарии, большинство исповедуют христианство, меньшинство — ислам суннитского толка.
- Гурийцы (груз. გურული) — проживают в крае Гурия, говорят на гурийском диалекте грузинского языка.
- Картлийцы (груз. ქართლელი) — проживают в исторической области Картли, говорят на картлийском диалекте грузинского языка.
- Кахетинцы (груз. კახელი) — проживают в исторической области Кахетия.
- Имеретинцы (груз. იმერელი) — населяют край Имеретия, говорят на имеретинском диалекте грузинского языка.
- Имерхевцы (груз. იმერხეველი) — проживают в Турции, исповедуют ислам суннитского толка.
- Ингилойцы (груз. ინგილო) — проживают на северо-западе Азербайджана, исповедуют как христианство, так и ислам суннитского толка.
- Лечхумцы (груз. ლეჩხუმელი) — жители области Лечхуми на реке Риони, говорят на лечхумском диалекте грузинского языка.
- Джавахи (груз. ჯავახი) — проживают в крае Джавахетия, говорят на джавахском диалекте грузинского языка.
- Месхетинцы (груз. მესხი) — проживают в исторической области Месхети, говорят на месхском (месхетинском) диалекте грузинского языка.
- Мохевцы (груз. მოხევე) — жители исторической области Хеви (Казбегский район).
- Мтиулы (груз. მთიულები) — коренное население горной области Восточно-южного Кавказа Мтиулети.
- Пшавы (груз. ფშაველი) — проживают в Душетском районе Грузии, говорят на пшавском диалекте грузинского языка.
- Рачинцы (груз. რაჭველი) — жители исторической области Рача (современные Онский и Амбролаурский муниципалитеты), говорят на рачинском диалекте грузинского языка.
- Тушины (груз. თუში) — проживают в Ахметском районе, в бассейне реки Алазани, говорят на тушинском диалекте грузинского языка.
- Ферейданцы (груз. ფერეიდნელი) — проживают в Западном Иране, исповедуют ислам шиитского толка.
- Хевсуры (груз. ხევსური) — жители районов Грузии, пограничных с Чечнёй и Ингушетией, коренное население горной области Хевсурети.
- Чвенебури (груз. ჩვენებური) — проживают в Турции, исповедуют ислам суннитского толка.

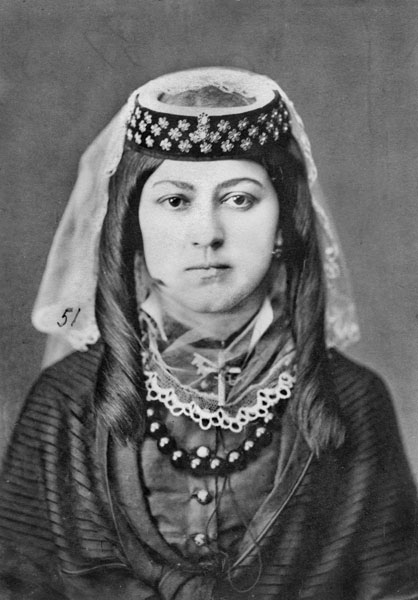
Молодая грузинка в традиционном головном уборе. 1881 г.
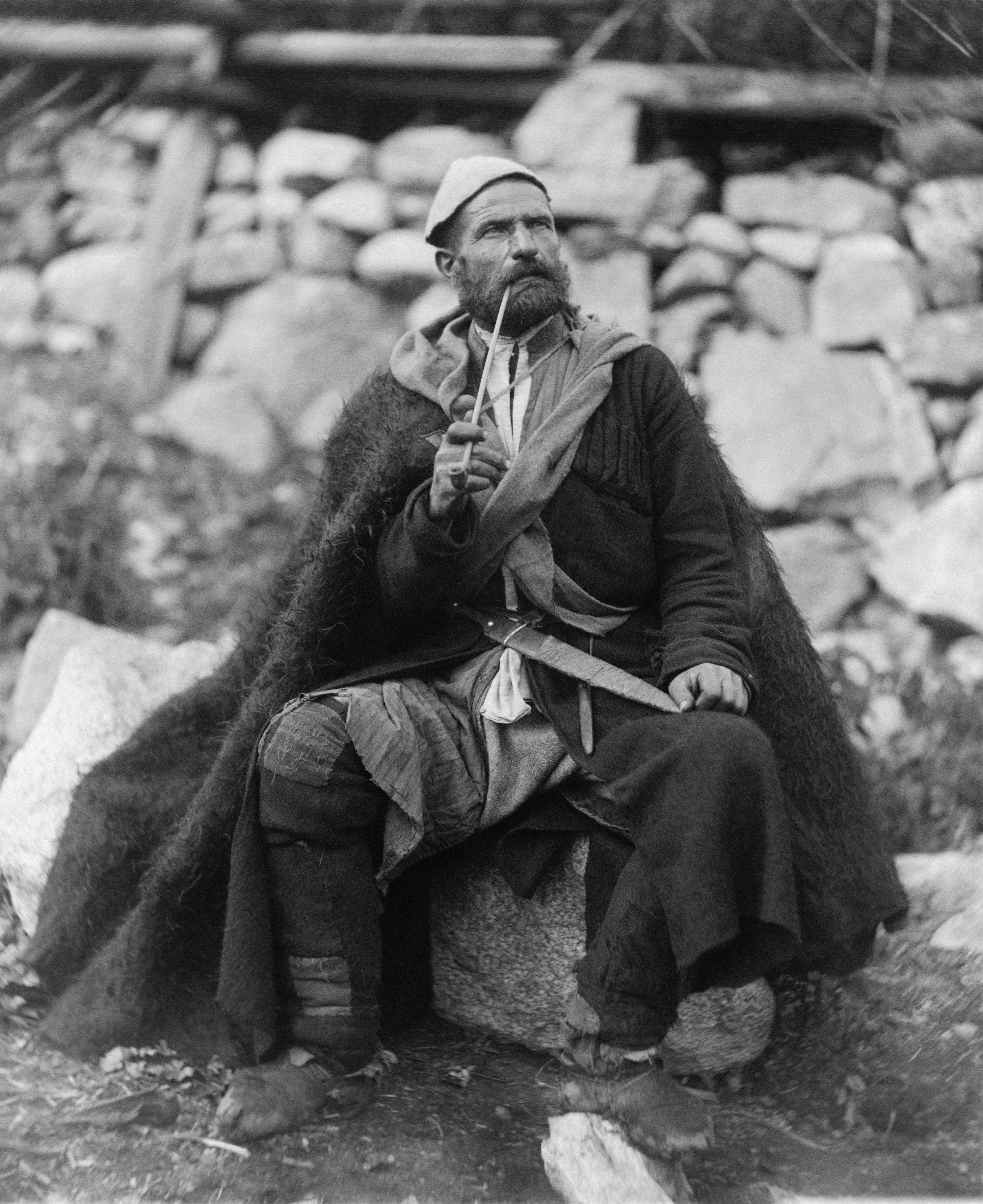
Грузинский крестьянин в селе Местиа. 1888 г.
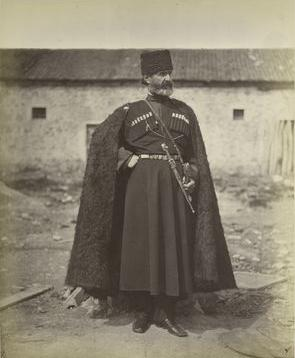
Имеретинец. Около XIX в.
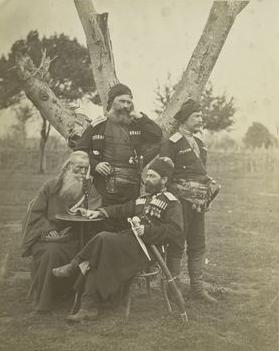
Гурийцы. Около XIX в.

### Мегрелы
Мегре́лы (мегр. მარგალი, марга́ли; груз. მეგრელები, мегреле́би) — самая большая по численности народность мегрело-занской (колхидской) группы картвельской языковой семьи

, часто как субэтническая группа грузинского народа

[уточнить]

. На юге от мегрелов живут гурийцы, на востоке — имеретинцы, на севере — сваны, а на северо-западе — абхазы. У мегрелов имеется развитая музыкальная традиция, среди их напевов есть очень мелодичные (записанные с приложением нот X. Гроздовым в «Сборнике материалов для описания местностей и племен Кавказа», XVIII, 1894), свои песни они исполняют под аккомпанемент грузинского народного инструмента чонгури. Кроме песен, народное творчество мегрелов выразилось ещё в сказках, ряд их в русском переводе записан Ш. Ломинадзе. Мегрелы исповедуют православие и принадлежат к Грузинской православной церкви.
В позднем Средневековье мегрелы пользовались относительной самостоятельностью от Имеретинских царей (княжество Мегрелия) и имели собственную династию владетельных князей (Дадиани). В 1803 году владетель Мегрельского княжества вступил в российское подданство. С 1857 года введено российское управление. Упразднено княжество было в 1867 году и вошло в состав Российской империи (Кутаисская губерния). Князья Дадиани (светлейшие князья Мегрельские) впоследствии стали частью российского дворянства после ликвидации княжества в 1867 году).

### Сваны
Сва́ны (груз. სვანები) — основное, коренное население в Местийском и Лентехском районах на северо-западе Грузии, объединяемых в историческую область Сванетия — говорят на грузинском и на отдельном сванском языках, относящихся к картвельской семье.

### Лазы
Лазы (груз. ლაზები) проживают на северо-востоке Турции, на территории исторической области Лазистан. Лазы говорят на грузинском и родственном мегрельскому — лазском языке, относящемся к картвельской семье, а также на турецком языке. К лазам также можно причислить народ понтийских греков. В период колонизации ионийцами Чёрного моря, местное колхское население переняло греческий язык и культуру, после чего образовалась отдельная субэтническая группа греков-понтийцев, которые являются эллинами по языку, но генетически автохтонным населением.

## Религия

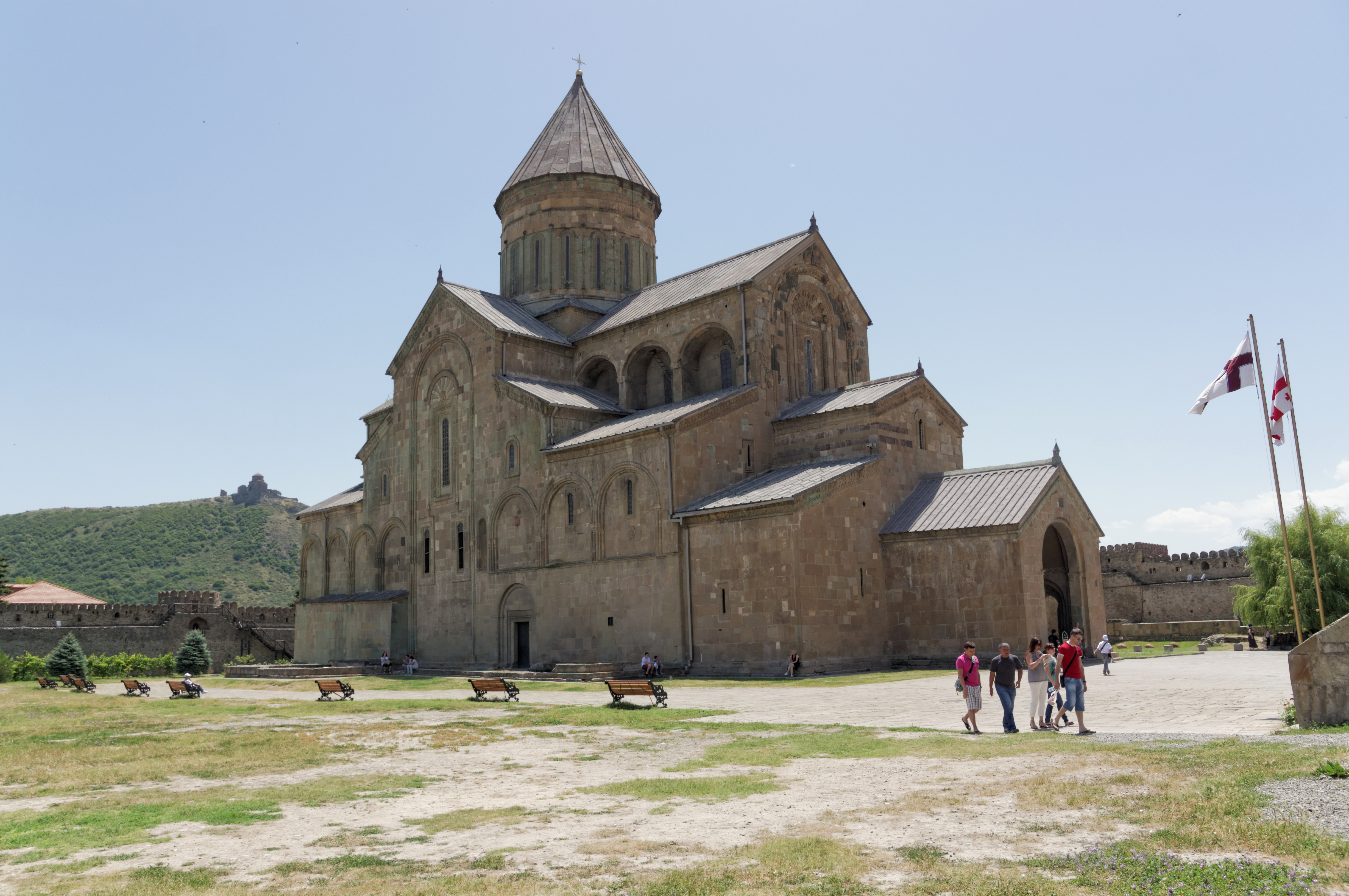
Светицховели в древней столице Грузии Мцхета, который на протяжении тысячелетия являлся главным собором всей Грузии. В настоящее время считается одним из духовных символов современной Грузии

### Христианство
Традиционной религией большинства грузин является православное христианство. В отличие от не принявшей постановления Халкидонского собора Армянской церкви, Грузинская имеет каноническое общение со всеми автокефальными православными церквами. Появление христианских общин в пределах нынешней Грузии уже отмечено в III веке, о чём говорят найденные христианских культовых сооружений, датируемые этим временем. Временем же принятие Картли (Восточная Грузия) христианства в качестве официальной религией разными специалистами считаются различные даты — с 276 по 355 г. По мнению академика И. А. Джавахишвили это произошло не позднее 337 года. Датой принятия указывается также 6 мая 319 года. Процесс христианизации Западной Грузии закончился в V веке.

#### Грузинская православная церковь
Грузинская православная церковь (официально: Грузинская апостольская автокефальная православная церковь; груз. საქართველოს მართლმადიდებელი სამოციქულო ეკლესია) — автокефальная поместная православная церковь, имеющая шестое место в диптихах славянских поместных Церквей и девятое в диптихах древних восточных патриархатов. Одна из древнейших христианских церквей в мире. Юрисдикция распространяется на территорию Грузии и на всех грузин, где бы они ни проживали. По преданию, основанному на древней грузинской рукописи, Грузия является апостольским жребием Божьей Матери. Церковная организация находилась в пределах Антиохийской Церкви. Сложным является вопрос получения грузинской церковью автокефалии. По мнению историка грузинской церкви, священника Кирилла Цинцадзе, Грузинская церковь пользовалась фактической самостоятельностью со времен царя Мириана, но полную автокефалию получила лишь в XI веке от Собора, созванного Антиохийским Патриархом Петром III.

#### Католицизм
Численность католиков в Грузии составляет около 100 тысяч человек (2 % от общей численности населения). Грузинские католики в основном проживают в больших городах и в южной части страны. Также проживает небольшая часть греко-католиков, придерживающихся византийского обряда.

### Ислам
Некоторые этнографические группы грузин подверглись исламизации. Чвенебури, имерхевцы, большинство лазов, половинa ингилойцев и часть аджарцев являются мусульманами-суннитами, ферейданцы придерживаются шиизма.

## Культура

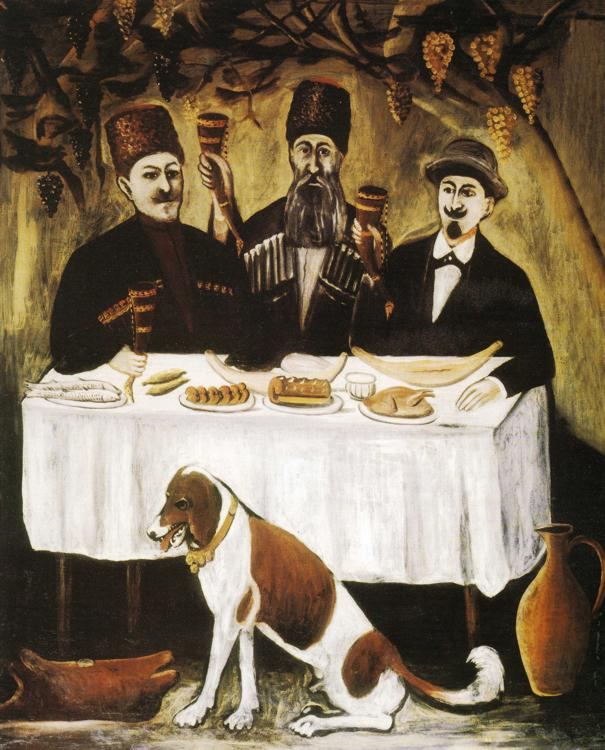
Пиросмани. Пир трех дворян

Основа грузинской культуры состоит из культурного наследия картлийской и кахетинской этногруппы грузин (в том числе и литературный грузинский язык, алфавит, архитектурные каноны) и трёх родственных картвельских народов: мегрел, лаз и сван (кухня, устный фольклор и т. д.). Остальная часть включает в себя разнообразнейшие традиции грузинских субэтносов: имеретинцев, гурийцев, джавахетинцев, аджарцев, эретинцев (ингилойцев), мохевцев, хевсуров, пшавов, тушинов, мтиульцев, гудамакарцев, торийцев, рачинцев, таойцев, лечхумцев, месхетинцев.

## Диаспоры

### В России
Взаимные русско-грузинские миграции стали заметными к концу XVIII — началу XIX века, когда Россия ввязалась в борьбу с Портой и Персией за Закавказье и вскоре утвердилась за Кавказским хребтом. Утверждается, что вплоть до советских времён существенных волн переселения грузин в Россию не было, ехали туда в основном представители высших слоёв общества.
С распадом СССР (1991) резко возросла трудовая миграция: к середине 2000-х годов общая численность грузин в России составляла, по некоторым оценкам, порядка миллиона человек.

## Грузины в астрономии
В честь самоназвания грузин назван астероид (781) Картвелия, открытый в 1914 году русским астрономом Григорием Неуйминым в Симеизской обсерватории, поскольку первооткрыватель астероида был родом из Грузии.

## Грузины в филателии
В 1933 году в СССР была выпущена этнографическая серия почтовых марок «Народы СССР». Несколько марок посвящены народам Кавказа, в том числе одна — грузинам.

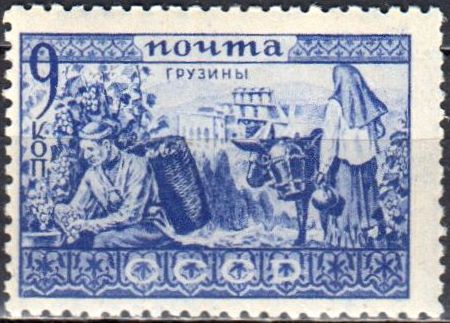
Серия «Народы СССР» (грузины), почтовая марка СССР 1933 года
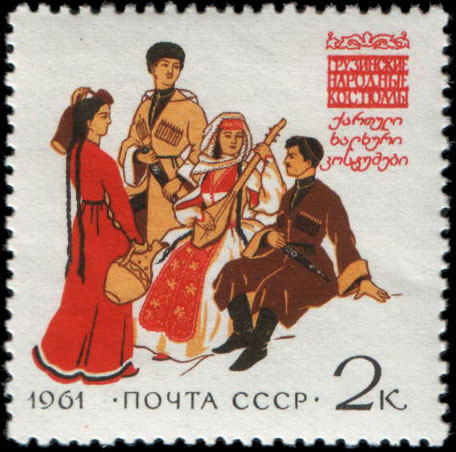
Почтовая марка СССР, 1961 год. Грузинские народные костюмы. Художник: В. Пименов. Марка СССР, номинал - 2 коп.